# لاكوني
لاكوني، (بالإنجليزية: Laconi)‏، هي بلدية، في مقاطعة أوريستانو، في إقليم سردينيا الإيطالي، وتقع على بعد حوالي 70 كيلومترًا (43 ميلًا) شمال كالياري، وحوالي 40 كم (25 ميلًا) شرق أوريستانو.

## السكان
في سنة 1861 بلغ عدد السكان 2٬204 نسمة، وتطور العدد ليصل في سنة 2011 لـ 2٬008 نسمة.
يظهر هذا المخطط البياني تطور النمو السكاني لـ لاكوني